# 鳖七
鳖七（γCrA/南冕座γ），是南冕座的一颗聯星。其视星等为4.20，因此肉眼可见。基于其恒星视差的测量数据，可知其距离太阳56.4光年（17.3秒差距）。鳖七是银河系薄盘的一部分。
鳖七是联星，其轨道是根据一颗恒星绕另一颗轨道运行的观测计算出来的。主星鳖七A是一颗黃-白矮星，其有效温度为6090开尔文，绝对星等为+3.73，质量是太阳质量的1.15倍；伴星鳖七B光谱类型为F，有效温度为6100开尔文，绝对星等为+3.80，质量是太阳质量的1.14倍，伴星几乎和主星相同。鳖七很早就被视作是双星，两颗恒星分别按HD星表定名为HD 177474和HD 177475。。这两颗恒星相距1.896“，每121.76年相互围绕轨道运行一次。